# Língua analítica
Uma língua analítica é uma língua natural na qual a maior parte dos morfemas são morfemas livres aos quais se consideram "palavras" com significado próprio. Pelo contrário, numa língua sintética, as palavras compõem-se de morfemas aglutinados ou fundidos que denotam o caráter sintático da palavra.
O chinês falado é o exemplo representativo de língua analítica mais clássico. Para ilustrá-lo, pode-se observar o seguinte exemplo:
| 我 | 的         | 朋友    | 都   | 要     | 吃    | 蛋  |
| wǒ | de         | péngyou | dōu  | yào    | chī   | dàn |
| Eu | possessivo | amigo   | tudo | querer | comer | ovo |

Tal e como se observa no exemplo acima indicado, quase sempre uma sílaba se corresponde com um conceito. Se se faz a comparação entre o chinês e o português, observa-se que o português não compartilha as características analíticas do chinês, já que o português emprega bastantes sufixos para marcar, por exemplo, número/-s/ e género /-o/ em substantivos e determinantes; pessoa em determinantes e verbos; bem como no verbo marcam aspecto, número, modo e tempo. Se se compara a oração do exemplo em chinês e a sua tradução ao inglês (All my friends want to eat eggs.), observa-se que ainda que o inglês seja uma língua relativamente analítica (bem mais que o português), também contém alguns rasgos aglutinantes, tais como o morfema derivativo sufixo -/s/ para marcar o plural nos substantivos "amigo" e "ovo".
Fora da China, no Sudeste Asiático, existem muitas línguas analíticas, como por exemplo as línguas tai e o vietnamita.
O Hebraico moderno é muito mais analítico que o hebraico clássico, "ambos com substantivos e com verbos".
Quando uma língua analítica se compara com uma língua altamente sintética, por exemplo o alemão, o contraste é evidente:
| Der Mann                                               | Die Männer                                |
| "O". masculino. Nominativo. Singular "homem". Singular | "Os". Nominativo. Plural "homens". Plural |

No exemplo, observa-se que o morfema alemão "Der" se corresponde simultaneamente com quatro conceitos diferentes, e o morfema "Die" se refere a três conceitos (o alemão não distingue género em plural), mas as normas que estabelecem a relação entre "der" e "die" são bastante arbitrárias (além disso, os morfemas "der" e "die" também podem ser artigo definido feminino singular, dependendo do caso), o que proporciona uma natureza fusional a este conjunto de morfemas. Além disso, a palavra "Männer" corresponde-se com dois conceitos e relaciona-se com a palavra "Mann" tanto mediante a marca de plural /-er/ como com o processo de umlaut que muda a vogal "a" por "ä" em muitos plurais da língua alemã. Desta forma, a formação de plurais em alemão está governado por uma norma de carácter flexivo. Como conclusão, se pode dizer que a tipologia linguística do alemão se encontra entre as línguas aglutinantes e as línguas fusionais.

## Características das línguas analíticas
A ordem das palavras, nas línguas analíticas, é regida por regras sintácticas muito estritas e elaboradas. Isto deve-se ao facto de as palavras não contarem com marcas morfológicas para mostrar o seu papel sintáctico, pelo que a ordem das mesmas é muito significativa. Por exemplo, o chinês e o inglês utilizam a ordem das palavras para mostrar a relação sujeito-objecto. O chinês também emprega a ordem da sequência de palavras para mostrar se um artigo é determinado ou indeterminado, a relação entre rema e tema, o papel dos advérbios (se são descritivos ou contrastivos) etc.
Além disso, as línguas analíticas costumam tender a depender bastante do contexto e em considerações pragmáticas para interpretar a informação da oração, já que não especificam tanto como as línguas sintéticas em termos tais como a concordância e referencialidade entre diferentes partes da oração.